# Caesio
Caesio (Lacépède, 1801) è un genere di pesci ossei marini appartenenti alla famiglia Caesionidae.

## Distribuzione e habitat
Il genere è endemico dell'Indo-Pacifico tropicale.
Vivono nei pressi delle barriere coralline dove fanno vita semipelagica notando in acque libere sopra alle formazioni coralline.

## Descrizione
Hanno corpo affusolato fusiforme, con pinna caudale profondamente forcuta e lobi appuntiti. Le pinne dorsale e pinna anale hanno raggi spinosi morbidi e sono parzialmente ricoperte di scaglie. La bocca è piccola ma può allungarsi a tubo, è armata di denti piccoli. Occhi abbastanza grandi. La livrea è varia, di solito azzurro vivo di base con macchie, aree e striature spesso giallo oro ma anche di altri colori.
Sono pesci di taglia media, la specie di dimensioni maggiori è Caesio cuning che raggiunge 60 cm.

## Biologia

### Comportamento
Sono pesci agili, forti nuotatori che vivono in banchi e la notte si nascondono negli anfratti dei coralli assumendo una colorazione smorta.

### Alimentazione
Sono planctofagi.

## Pesca
Alcune specie sono importanti pesci da consumo.

## Tassonomia
Il genere comprende 9 specie:
- Caesio caerulaurea
- Caesio cuning
- Caesio lunaris
- Caesio striata
- Caesio suevica
- Caesio teres
- Caesio varilineata
- Caesio xanthalytos
- Caesio xanthonota